# ريدز سبرينغ جونكشين (ميزوري)
ريدز سبرينغ جونكشين (بالإنجليزية: Reeds Spring Junction)‏ هي إحدى المجتمعات الفردية (غير مصنفة) في ولاية ميزوري في الولايات المتحدة الأمريكية.
.